# Distretto rurale di Sumbawanga
Il distretto rurale di Sumbawanga è uno dei quattro distretti città della regione del Rukwa in Tanzania. Confina a nord-est con il distretto urbano di Sumbawanga, a sud con lo Zambia e a nord-ovest con il distretto di Nkasi.
Secondo il censimento nazionale della Tanzania del 2002, gli abitanti del distretto rurale di Sumbawanga erano 373.080.

## Circoscrizioni
Il distretto rurale di Sumbawanga è diviso amministrativamente in 15 circoscrizioni:
- Ilemba
- Kaengesa
- Kalambanzite
- Kaoze
- Kipeta
- Laela
- Lusaka
- Mfinga
- Miangalua
- Milepa
- Mpui
- Msanda Muungano
- Mtowisa
- Muze
- Sandulula